# Epitelni natrijumski kanal
Epitelni natrijumski kanal (ENaC), (takođe poznat kao natrijumski kanal osetljiv na amilorid) je jonski kanal vezan za membranu koji je selektivno propustljiv za natrijumove jone (Na+
). Sastavljen je kao heterotrimer sa tri homologne podjedinice α ili δ, β, i γ, Ove podjedinice su kodirane sa četiri gena: SCNN1A, SCNN1B, SCNN1G, i SCNN1D. ENaC je prvenstveno uključen u reapsorpciju natrijumskih jona u sabirnim kanalima nefrona bubrega. Pored toga što su učestvuje u bolestima gde je poremećena ravnoteža tečnosti na epitelnim membranama, uključujući edem pluća, cističnu fibrozu, HOBP i COVID-19, proteolizovani oblici ENaC funkcionišu kao receptor slanog ukusa kod ljudi.
Apikalne membrane mnogih zategnutih epitela sadrže natrijumove kanale koji se prvenstveno odlikuju visokim afinitetom za diuretički blokator amilorid. Ovi kanali posreduju u prvom koraku aktivne reapsorpcije natrijuma koji je neophodan za održavanje homeostaze soli i vode u telu. Kod kičmenjaka, ovi kanali kontrolišu reapsorpciju natrijuma u bubrezima, debelom crevu, plućima i znojnim žlezdama; takođe igraju ulogu u percepciji ukusa.
Epitelni natrijumski kanali su strukturno i verovatno evolutivno povezani sa P2X purinoreceptorima, receptorima za bol koji se aktiviraju kada detektuju ATP.

## Funkcija
ENaC se nalazi u apikalnoj membrani polarizovanih epitelnih ćelija, posebno u bubrezima (prvenstveno u sabirnoj tubuli), plućima, koži, muškom i ženskom reproduktivnom traktu i debelom crevu.

## Spoljašnje veze
- Epithelial+sodium+channel на 

Ovaj artikal sadrži tekst iz javnog vlasništva Pfam i InterPro IPR001873